# RTL Group
Die RTL Group (abgeleitet von Radio Télévision Luxembourg) ist ein internationales Medienunternehmen mit Hauptsitz in Luxemburg und einem weiteren Verwaltungssitz in Köln. Sie betreibt 68 Fernseh- und 31 Radiosender in Deutschland, Frankreich und anderen europäischen Ländern. Dazu kommen nationale Streamingdienste, Inhalteproduktionen und diverse digitale Angebote. Wichtige Geschäftsbereiche der RTL Group sind RTL Deutschland, die Groupe M6 und Fremantle.
Das heutige Unternehmen wurde im Jahr 2000 von Bertelsmann, der Groupe Bruxelles Lambert (GBL) und Pearson ins Leben gerufen. Im Laufe der Jahre stockte Bertelsmann seine Anteile immer weiter auf, sodass der Gütersloher Konzern heute etwas über 75 % der Aktien besitzt. Zwischenzeitlich lag der Anteil bei mehr als 90 %. Die RTL Group bildet einen von acht Geschäftsbereichen des Bertelsmann-Konzerns und ist für über ein Drittel des Konzernumsatzes sowie einen Großteil des Ergebnisses verantwortlich. In der Jahresbilanz 2022 stieg der Umsatz des Unternehmens erstmals auf über 7 Mrd. Euro.

## Geschichte

### Historischer Hintergrund
Die Geschichte der RTL Group reicht bis in die 1920er-Jahre zurück. Als Ursprung des Unternehmens gilt die 1931 errichtete Compagnie Luxembourgeoise de Radiodiffusion (kurz CLR), eines der ersten privaten Rundfunkunternehmen. Nach dem Ende des Zweiten Weltkriegs stieg das Unternehmen ins Fernsehen ein und nannte sich 1954 Compagnie Luxembourgeoise de Télédiffusion (CLT). Unter dem Kürzel RTL (für Radio Télévision Luxembourg) entstanden private Angebote in mehreren europäischen Staaten. Mit der Liberalisierung der europäischen Medienmärkte in den 1980er-Jahren wurde das Fernsehen im Vergleich zum Radio immer bedeutender.
Zu den Gesellschaftern der CLR und der CLT zählten vor allem belgische und französische Medienunternehmen. Im Verlauf der Jahrzehnte kam es immer wieder zu Auseinandersetzungen um die Vorherrschaft im Unternehmen und in seinen Tochtergesellschaften. In den 1990er-Jahren setzte sich letztendlich Bertelsmann durch. Der Konzern hatte schrittweise eine Mehrheit am deutschen Fernsehsender RTL erworben. Nach einem Rechtsstreit mit RTL/CLT kündigte Bertelsmann 1996 an, die Fernsehgeschäfte der UFA in das Gemeinschaftsunternehmen CLT-UFA einzubringen. Dadurch erhielten sowohl deutsche Fernsehsender wie beispielsweise RTL und VOX als auch internationale Angebote, darunter M6 aus Frankreich, ein gemeinsames Dach.

### Wachstum und Börsengang
Die CLT-UFA wuchs nicht nur organisch, sondern auch durch Übernahmen. Im Jahr 2000 gaben Bertelsmann und Pearson bekannt, ihre Fernseh-, Radio- und Produktionsaktivitäten zusammenzuführen. Unter dem Namen RTL Group entstand so ein europaweit führender Verbund von Fernsehsendern und Radiostationen mit einem weltweiten Produktionsgeschäft, das ab 2001 unter dem Namen FremantleMedia firmierte. Diese Kombination sollte eine europäische Antwort auf die US-amerikanische Medienmacht liefern.
Die Erstnotierung der RTL Group fand am 26. Juli 2000 an der London Stock Exchange statt. Hierfür verwendete man die bestehende Firmenhülle der Audiofina, die bereits börsennotiert war, um den Verwaltungsaufwand zu senken. Der Ausgabekurs der Aktie der RTL Group wurde anhand der Schlusskurse der Audiofina in Luxemburg und Brüssel gebildet. Die RTL-Group-Aktie ersetzte die Notierung der Audiofina.

### Übernahme durch Bertelsmann

Logo bis zum 5. August 2021

Obwohl Bertelsmann zunächst nur einen Minderheitsanteil an der RTL Group besaß, beanspruchte der deutsche Konzern unter der Leitung von Thomas Middelhoff eine führende Rolle. Durch einen Aktientausch mit der Groupe Bruxelles Lambert (GBL) 2001 erhielt Bertelsmann schließlich die Mehrheit an der RTL Group und sicherte sich so eine führende Position im europäischen Fernsehmarkt.
Im Laufe der Jahre stieg der Anteil von Bertelsmann auf über 90 %. Um Verwaltungskosten zu senken, wollte Bertelsmann die RTL Group zunächst komplett übernehmen, scheiterte aber 2007 an Unklarheiten im luxemburgischen Recht. Der Konzern änderte daraufhin seine Strategie und verkaufte 2013 einen Minderheitsanteil über die Frankfurter Wertpapierbörse, um das Wachstum des Bertelsmann-Konzerns insbesondere im digitalen Bereich zu finanzieren. In den Medien wurden die Zweitnotierung der RTL Group und die damit verbundene weitere Öffnung für externe Investoren positiv kommentiert.

### Neuere Entwicklungen
Bereits 2001 war die RTL Group für einen Großteil des Umsatzes und des Gewinns von Bertelsmann verantwortlich. In der 2016 eingeführten Konzernstruktur bildet das Unternehmen nach wie vor einen entscheidenden Geschäftsbereich. Seit April 2019 leitet Thomas Rabe, Vorstandsvorsitzender von Bertelsmann, in Personalunion auch die RTL Group. Unter seiner Leitung verfolgt das Unternehmen eine Stärkung der Kerngeschäfte, den Aufbau lokaler Streaming-Dienste und die Weiterentwicklung von Werbetechnologien. Eine wichtige Rolle spielen zudem Allianzen und Partnerschaften mit anderen europäischen Medienunternehmen.
Im Februar 2021 wurde bekannt, dass die RTL Group ihre Markenarchitektur derzeit global überarbeitet, um einen einheitlichen Markenauftritt zu schaffen. Damit soll der immer stärker werdenden Konkurrenz durch Anbieter wie Netflix, Prime Video oder Disney+ entgegengetreten werden. In diesem Zusammenhang wird auch ein Großteil der RTL Group von Luxemburg nach Köln verlagert werden.

## Unternehmensstruktur

### Rechtsform, Gegenstand
Die RTL Group S.A. fungiert als Dachgesellschaft der gesamten Unternehmensgruppe. Es handelt sich um eine Société Anonyme, also eine Aktiengesellschaft nach luxemburgischem Recht. Sie wurde am 29. März 1973 ins Handelsregister eingetragen. Der Geschäftszweck umfasst im Wesentlichen die Entwicklung audiovisueller Medien sowie die Verwaltung und Führung anderer Unternehmen, die auch in diesem Bereich tätig sind.

### Börsennotierung
Das Kapital der RTL Group S.A. beträgt heute 191.845.074 Euro. Es ist in 154.742.806 Aktien ohne Nennwert eingeteilt, die in Luxemburg und Frankfurt gehandelt werden. Die Aktie der RTL Group S.A. war Bestandteil des deutschen MDAX und stieg im September 2020 in den SDAX ab. Zum 21. März 2022 stieg sie wieder in den MDAX auf. Außerdem fließt die Aktie in den SXMP ein, einem Sektorindex für die europäische Medienbranche.
Bertelsmann hält 76,28 % der Aktien der RTL Group S.A. Mit einem Anteil von rund 5 % ist Silchester International Investors, eine britische Investmentgesellschaft mit Hauptsitz in London, der zweitgrößte Aktionär. Diese Beteiligung wird dem Streubesitz zugerechnet, der stabil zwischen 20 und 25 % liegt.

### Management
Oberstes Gremium der RTL Group S.A. ist der Verwaltungsrat (Board of Directors), der die Geschäftsführung und das Kontrollorgan vereint. Der Verwaltungsrat besteht laut Satzung aus 13 Personen, davon derzeit elf Männer und zwei Frauen. Den Vorsitz des Verwaltungsrats hat Martin Taylor (Chairman) inne; weitere Mitglieder sind Thomas Götz, Elmar Heggen, Immanuel Hermreck, Bernd Hirsch, Bernd Kundrun, Guillaume de Posch, Thomas Rabe, Jean-Louis Schiltz, Rolf Schmidt-Holtz, James Singh, Bettina Wulf und Lauren Zalaznick.
Das operative Geschäft der RTL Group liegt in den Händen von Thomas Rabe (Chief Executive Officer, CEO), Elmar Heggen (Chief Operating Officer, COO; stellvertretender CEO) und Björn Bauer (Chief Financial Officer, CFO). Sie bilden das Executive Committee der RTL Group S.A., das vom Group Management Committee und vom Operations Management Committee unterstützt wird. Die Konzernführung der RTL Group sitzt in Luxemburg und Köln.

### Hauptsitz
Der handelsrechtliche Hauptsitz der RTL Group befindet sich in der sogenannten „RTL City“. Diese liegt am Boulevard Pierre Frieden auf dem Kirchberg-Plateau im Nordosten der Stadt Luxemburg. 2017 wollte Bertelsmann den Gebäudekomplex verkaufen und zurück leasen, verschob das Geschäft aber dann auf unbestimmte Zeit.

### Kennzahlen
Im Geschäftsjahr 2019 belief sich der Umsatz der RTL Group auf rund 6,7 Milliarden Euro bei einem Gewinn von 1,1 Milliarden Euro. Die Erlöse stammten im Wesentlichen aus der Werbung (44 % Fernsehen, 4 % Radio), Inhalteproduktionen (22 %), digitalen Aktivitäten (16 %) und Plattformgeschäften (6 %). Die RTL Group erwirtschaftete 32 % ihres Umsatzes in Deutschland, 22 % in Frankreich, 16 % in den Vereinigten Staaten, 8 % in den Niederlanden, 4 % in Großbritannien und 3 % in Belgien.
Im Geschäftsjahr 2022 stieg der Umsatz der RTL Group mit 7,224 Mrd. Euro erstmals auf über 7 Mrd. Euro, der Gewinn sank um 6,0 % auf 1,083 Mrd. Euro. Mit 2,606 Mrd. Euro bei 36,1 % erwirtschaftete die RTL Group mit Abstand den größten Anteil am Gesamtumsatz in Deutschland.
| in Mrd. Euro                   | 2015   | 2016   | 2017   | 2018   | 2019   | 2021  | 2022   |
| ------------------------------ | ------ | ------ | ------ | ------ | ------ | ----- | ------ |
| Umsatz                         | 6,029  | 6,237  | 6,373  | 6,505  | 6,651  | 6,637 | 7,224  |
| Gewinn (EBITA)                 | 1,167  | 1,205  | 1,248  | 1,171  | 1,139  | 1,152 | 1,083  |
| Mitarbeiter (FTE-Durchschnitt) | 10.325 | 10.699 | 11.011 | 10.809 | 10.747 | k. A. | 17.377 |

## Geschäftsbereiche
Die RTL Group betreibt Fernsehsender, Radiostationen, Streamingdienste, Inhalteproduktionen und diverse digitale Angebote sowie Aktivitäten in der Vermarktung. Sämtliche Geschäfte werden 14 Bereichen zugeordnet. Hierbei sind RTL Deutschland, die Groupe M6, Fremantle, RTL Nederland und RTL Belgium besonders hervorzuheben. We Are Era, RTL Hungary, RTL Luxembourg, SpotX und andere Geschäfte werden unter den sonstigen Aktivitäten zusammengefasst. Dies gilt auch für den Minderheitsanteil an Atresmedia, einem führenden spanischen Medienunternehmen.

### RTL Deutschland
RTL Deutschland hat seinen Hauptsitz in Köln. Zum Unternehmen gehören unter anderem die Free-TV-Sender RTL Television und VOX (Unterhaltung) sowie ntv (Nachrichten). Dazu kommen Pay-TV-Sender wie RTL Crime, RTL Living, RTL Passion und Geo Television. Unter dem Namen RTL+ bietet das Unternehmen einen führenden Streamingdienst an.
Die Angebote von RTL Deutschland werden von der Ad Alliance vermarktet. Das Unternehmen arbeitet mit anderen Bertelsmann-Gesellschaften und weiteren Partnern zusammen. Zudem ist RTL Deutschland Teil der Content Alliance des Bertelsmann-Konzerns.
| deutschsprachige Free-TV-, Pay-TV-Sender und Internetstreams | deutschsprachige Free-TV-, Pay-TV-Sender und Internetstreams                                                     | deutschsprachige Free-TV-, Pay-TV-Sender und Internetstreams | deutschsprachige Free-TV-, Pay-TV-Sender und Internetstreams |
| Staat                                                        | Free-TV | Pay-TV                                                       |                                                              |
| ------------------------------------------------------------ | --- | ------------------------------------------------------------ | ------------------------------------------------------------ |
| Deutschland                                                  | - RTL Television - VOX - ntv - Super RTL - RTL Zwei - Nitro - RTLup - Toggo plus - VOXup                         | - RTL Crime - RTL Passion - RTL Living - Geo Television      |                                                              |
| Österreich                                                   | - RTL Austria - VOX Austria - ntv Austria - Super RTL Austria - RTL Zwei Austria - Nitro Austria - RTLup Austria |                                                              |                                                              |
| Schweiz                                                      | - RTL CH - VOX CH - ntv CH - Super RTL CH - RTL Zwei CH - Nitro CH                                               |                                                              |                                                              |

### Groupe M6
Die Zentrale der Groupe M6 befindet sich in Neuilly-sur-Seine in Paris. Das Unternehmen betreibt beispielsweise die Fernsehsender 6ter, M6 und W9 sowie Paris Première und Téva. Dazu kommt Gulli, ein erfolgreicher Kindersender. Die Fernsehsender werden durch Radiostationen wie RTL, RTL2 und Fun Radio sowie den Streamingdienst 6play ergänzt. Salto, ein gemeinsamer Streamingdienst von TF1, France Télévisions und M6, befindet sich in der Testphase. Die Tochtergesellschaften M6 Film und M6 Studio sowie SND und Studio 89 Productions gehören zu den bekanntesten Produktions- und Rechtegesellschaften im französischsprachigen Raum.
Die RTL Group besitzt einen Minderheitsanteil an der Groupe M6, kontrolliert aber das börsennotierte Unternehmen und konsolidiert es in seiner Bilanz.

### Fremantle
Der Hauptsitz von Fremantle (ehemals FremantleMedia) ist in London. Das in 31 Ländern vertretene Unternehmen konzipiert, produziert und vertreibt Inhalte für die Fernsehsender der RTL Group sowie für andere Kunden, darunter auch Amazon Prime Video und Netflix. Das Angebot umfasst neben Filmen und Serien (unter anderem „Deutschland 86“) auch Shows. Internationale Bekanntheit erhielt Fremantle durch seine Castingshows wie die „Got Talent“- und „Idols“-Reihen, die in zahlreichen Ländern weltweit adaptiert werden.

## Ehemalige Abteilungen

### RTL Belgium
RTL Belgium hat seinen Hauptsitz in Brüssel. Den Kern des Unternehmens bilden der Fernsehsender RTL TVI und verwandte Sender wie RTL Club und RTL Plug. Diese senden ebenfalls mit einer luxemburgischen Lizenz. Dazu kommen Radiostationen, unter anderem Bel RTL und Radio Contact. Das Angebot wird fast ausnahmslos in französischer Sprache bereitgestellt.

### RTL Nederland
RTL Nederland (ehemals Holland Media Group) ist ein niederländisches Unternehmen, das aus Hilversum geleitet wird. Die Fernsehsender RTL 4, RTL 5, RTL 7, RTL 8, RTL Z sowie RTL Crime, RTL Lounge und RTL Telekids arbeiten mit einer luxemburgischen Lizenz. Der Streamingdienst von RTL Nederland heißt Videoland. Am 15. Dezember 2023 berichtete DWDL.de, dass RTL Nederland für 1,1 Milliarden Euro an DPG Media verkauft wurde.

## Kritik
Beobachter kritisierten immer wieder, die RTL Group habe „im Streaming-Zeitalter den Anschluss verpasst“. Vor diesem Hintergrund setzte sich Thomas Rabe in seiner Position als Vorstandsvorsitzender von Bertelsmann und Chief Executive Officer der RTL Group dafür ein, dass der hart umkämpfte Fernsehmarkt dereguliert wird, um nationale Alternativen zu den „Giganten aus dem Silicon Valley“ aufzubauen.